# HD 190984
HD 190984 är en ensam stjärna belägen i den mellersta delen av stjärnbilden Påfågeln. Den har en skenbar magnitud av ca 8,76 och kräver åtminstone en stark handkikare eller ett mindre teleskop för att kunna observeras. Baserat på parallaxmätning inom Hipparcosuppdraget på ca 9,8 mas, beräknas den befinna sig på ett avstånd på ca 330 ljusår (ca 100 parsek) från solen. Den rör sig bort från solen med en heliocentrisk radialhastighet på ca 20 km/s.

## Egenskaper
HD 190984 är en gul till vit stjärna i huvudserien av spektralklass F8 V. Den har en massa som är ca 0,91 solmassor, en radie som är ca 1,5 solradier och har ca 2,7 gånger solens utstrålning av energi från dess fotosfär vid en effektiv temperatur av ca 6 000 K.

## Planetsystem
År 2009 upptäcktes en gasjätteplanet, HD 190984 b, i cirkulation kring stjärnan.
| Planet | Massa   | Halv storaxel (AE) | Siderisk omloppstid (d) | Excentricitet | Inklination | Radie |
| ------ | ------- | ------------------ | ----------------------- | ------------- | ----------- | ----- |
| b      | ≥3,1 MJ | 5,5                | 4 885 ± 1 600           | 0,57 ± 0,10   | -           | -     |